# McDonnell Douglas DC-10
El McDonnell Douglas DC-10 és un avió trireactor de fuselatge ample fabricat per l'empresa estatunidenca McDonnell Douglas (MDC).

## Disseny i desenvolupament
Davant la demanda d'American Airlines (AA) d'un avió bimotor de grans dimensions el març de 1966, Douglas Aircraft va començar a estudiar projectes per afegir un avió comercial a la seva producció que complis aquestes exigències. Després de la fusió amb McDonnell va arribar a la conclusió que la demanda i el mercat potencial futur dels avions d'aquests tipus necessitarien un trimotor enlloc del bimotor i més capacitat de transport que el que originalment havia demanat AA, qui va donar el seu vist-i-plau a les modificacions fent el 19 de febrer de 1968 una comanda inicial de 25 unitats del que seria el DC-10.
Aquesta comanda li va donar a MDC un cert avantatge respecte al TriStar de Lockheed però no suficient com per assegurar-se el mercat adequat per llençar la producció fins que, l'abril de 1968, United Airlines s'hi va afegir amb una altra comanda de 30 unitats més.
El disseny original era de fuselatge ample d'abast mitjà-llarg amb una capacitat d'entre 270 i 380 passatgers, en funció de si la configuració era de classe mixta o única d'alta densitat. El DC-10 porta dos motors turboventiladors General Electric CF6 muntats en pilons situats sota l'ala i un tercer motor a la base de l'estabilitzador vertical.
El primer en entrar en servei ho va fer amb American Airlines el 5 d'agost de 1971 fent la ruta Los Angeles-Chicago. Fou succeït pel McDonnell Douglas MD-11.

## Variants
- DC-10-10: Versió original[1]
- DC-10-20: Versió fabricada per a Northwest Orient Airlines amb més capacitat de combustible, major pes i motors de major potència Pratt & Whitney JT9D-15[1]
- DC-10-30: Versió molt similar a l'anterior però amb motors General Electric CF6-50.[1] Una de les unitats fou protagonista del Desastre de Mont Erebus.
- DC-10-30CF: Versió convertible de càrrega amb porta de càrrega lateral davant de l'ala[1]
- DC-10-40: Nom que se li va donar al DC-10-20 a Europa per raons de comercialització amb motors Pratt & Whitney JT9D-20[1]

## Especificacions DC-10-30

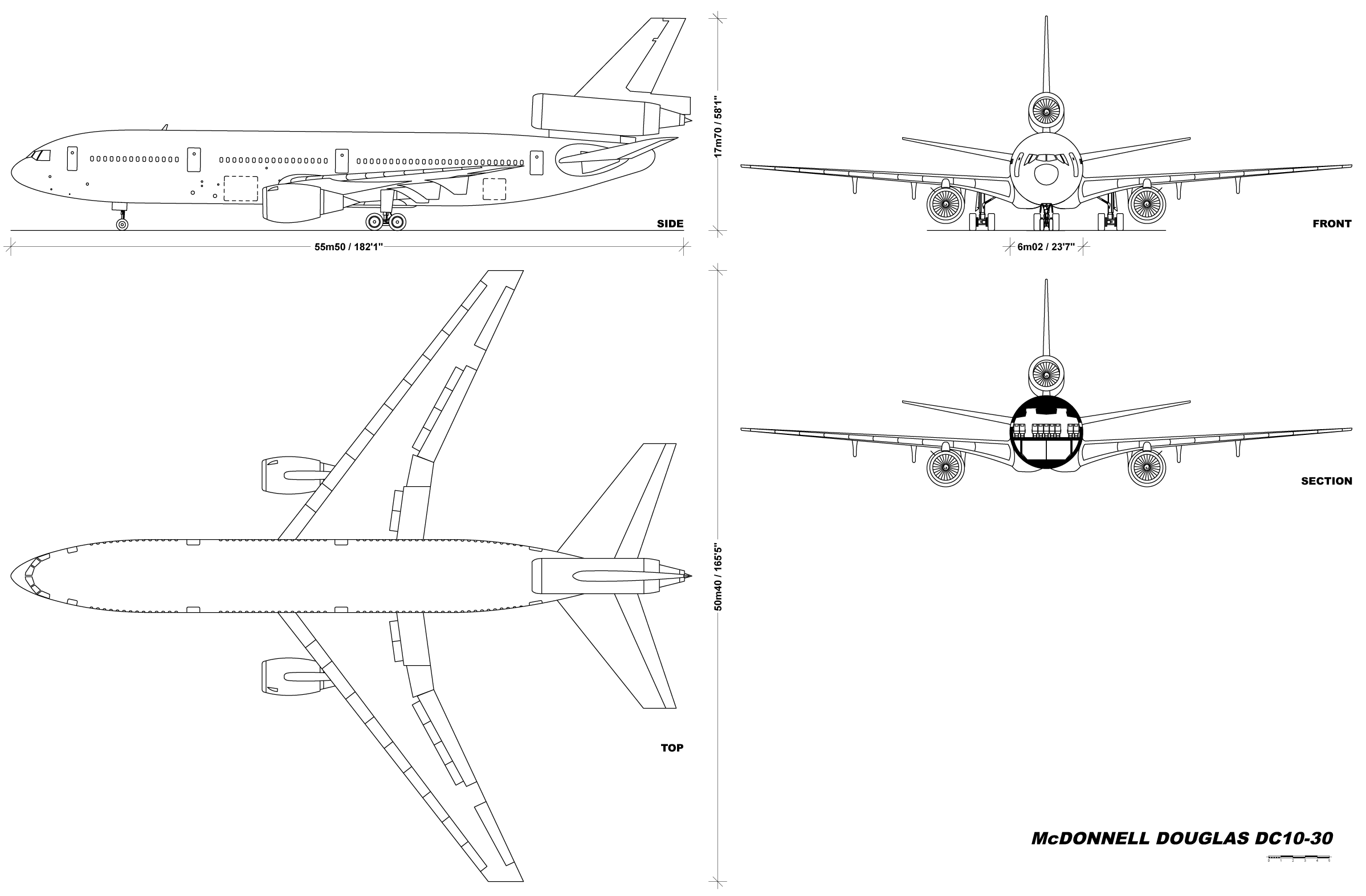
DC-10-30

Dades de Guía ilustrada de los aviones de línea y compañías aéreas
Característiques generals
- Longitud: 55,35 m
- Envergadura: 40,42 m
- Alçada: 17,7 m
- Superfície de l'ala 364 m²
- Pes buit: 119.000 kg
- Càrrega útil: 47.600 kg
- Pes màxim d'enlairament: 251.750 kg
- Motor: 3× turboventiladors General Electric CF6-50C  , 23.140 kg d'empenyiment cada un

 Rendiment 
- Velocitat de creuer: 910 km/h a 9.500 m
- Abast: 11.100 km
- Sostre de servei: 10.000 m
- Ràtio d'ascens: 11,8 m/s